# André Monteil
André Monteil (Juillac, 15 augustus 1915 - Parijs, 8 november 1998) was een Frans christendemocratisch politicus.

## Biografie
André Monteil werd op 15 augustus 1915 geboren in Juillac, departement Corrèze. Tijdens de Tweede Wereldoorlog nam hij deel aan het verzet en was lid van de verzetsbeweging Mouvement Libération Nord (MLN, Noordelijke Bevrijdingsbeweging). Hij was commandant van de Franse Binnenlandse Strijdkrachten te Quimper.
Monteil sloot zich in 1944 aan bij de christendemocratische Mouvement Républicain Populaire (MRP, Republikeinse Volksbeweging). Hij was van 1945 tot 1958 lid van respectievelijk de Nationale Grondwetgevende Vergadering (Assemblée Nationale Constituante) en de Franse Nationale Vergadering (Assemblée Nationale). Hij vertegenwoordigde het departement Finistère.
Monteil was staatssecretaris van Marine van 1950 tot 1951 en in 1954. In 1954 trad hij tegen de zin van zijn partij als minister van Volksgezondheid en Bevolking toe tot het kabinet-Mendès France.
Tegen de partijlijn in was Monteil tegenstander van de Europese Defensie Gemeenschap (EDG). Mede hierdoor werd hij uit de MRP gezet waarna hij zich aansloot bij de Union Centriste (UC, Centrum Unie) welke partij hij van 1959 tot 1971 vertegenwoordigde in de Senaat (Sénat). Hij was van 1968 tot 1971 voorzitter van de senaatscommissies Buitenlandse Zaken en Defensie.
Van 1959 tot 1960 was hij lid van de Senaat van de Gemeenschap (Sénat de la Communauté). Van 1954 tot 1959 was hij burgemeester van Quimper.
Monteil was een fel tegenstander van antisemitisme en groot voorstander voor een voor Israël gunstige vrede in het Midden-Oosten.
Monteil overleed op 83-jarige leeftijd, op 8 november 1998 te Parijs.

## Ministersposten
- Staatssecretaris van Marine (12 juli 1950 - 11 augustus 1951, 19 juni - 3 september 1954)
- Minister van Volksgezondheid en Bevolking (3 september 1954 - 23 februari 1955)

## Voetnoten
1. ↑  Senaat van het Franse-koloniale rijk